# Bernard Bretonnière
Pour les articles homonymes, voir Bretonnière.
Bernard Bretonnière, né le 5 août 1950 à Nantes, est un journaliste, écrivain et poète français.

## Biographie
Journaliste à Presse-Océan de 1973 à 1982, il a créé en 1984, le magazine culturel Face-B, édité par le Centre de recherche pour le développement culturel (12 numéros parus jusqu'en 1990), numéros spéciaux consacrés aux artistes Jean-Claude Latil, Andrée Tainsy, Charles Semser, Marie-Pierre Vincent et François Rancillac). Organisateur de librairies thématiques, d'expositions d'arts plastiques et de rencontres avec des écrivains, il a travaillé pour plusieurs éditeurs, fut membre du comité de rédaction de la revue de poésie internationale Jungle (Le Castor astral Éditeur) et du conseil d'administration de l'association Théâtrales, devenue Aneth (Aux nouvelles écritures théâtrales), des conseils d’administration de la Maison de la poésie de Nantes et de la Maison des littératures de Saumur, du conseil artistique de la Maison Julien-Gracq, du comité de rédaction de la revue Encres de Loire. Il a été, pour ses 22 numéros, le « lexicographe officiel » de la revue Dans la lune coordonnée par Valérie Rouzeau.
Dans les livres publiés par les Éditions Arcane 17 et la Maison des Écrivains Étrangers et des Traducteurs de Saint-Nazaire (MEET) ont été publiés ses entretiens avec plus de trente écrivains dont Harry Laus (pt), Ricardo Piglia, Giuseppe Conte, Jens Smaerup Sørensen, Mark Henshaw, Cesar Aira, Juan Carlos Mondragón, Han Shaogong, Gao Xingjian, Michal Láznovský, Milo De Angelis (it), Furio Bordon (it), Petr Kràl, Caio Fernando Abreu, Alan Pauls, Nedim Gürsel, Jabbar Yassin Hussin et Hawad.
Traducteur occasionnel (en collaboration avec sa sœur Marie-Charlotte Bretonnière), il a abordé la littérature hispanique avec des auteurs tels que Miguel Ángel Campodónico (es) (Uruguay), Juan Carlos Mondragón (Uruguay) et Juan Antonio de Blas (Espagne - Passage des mauvaises pensées, roman, librairie L'Atalante 1991).
Outre ses livres de poésie, Bernard Bretonnière, méfiant des étiquettes, est également l'auteur de ce que l'on peut considérer comme des contes, des nouvelles, des textes de théâtre, des essais et des dictionnaires. Il a encore publié de très nombreux articles, particulièrement des portraits et interviews d'artistes et des textes de littérature dans des anthologies et revues.
Surnommé, selon la formule de François Bon, le « poète-énumérateur », il est particulièrement connu pour ses listes dont il donne de nombreuses lectures publiques depuis le début des années 1990. Ainsi, Alain Girard-Daudon le voit-il comme un « collectionneur passionné de toutes choses, qui se plaît à ranger le monde à sa fantaisie »
Il pratique l'art postal, collectionne les anges, les citations littéraires, les dates d'événements littéraires, les histoires ligériennes, estuariennes et atlantiques. Au-delà de sa propre création, il aime se présenter comme entremetteur : « Celui qui intervient entre deux ou plusieurs personnes pour les rapprocher ». Son plus grand plaisir revendiqué est en effet de provoquer et de favoriser les relations entre les artistes et toutes les personnes ou organismes susceptibles de faire fructifier et avancer leurs projets.

## Engagement
Depuis 2016, Bernard Bretonnière est engagé, à titre personnel et en lien avec divers collectifs et associations, dans l’accueil et l’accompagnement de demandeurs d’asile. De cette expérience, il a tiré deux textes publiés et  un « journal-poème-théâtre » intitulé Six semaines avec Platon dont il a donné près de trente lectures publiques en France, depuis 2018, souvent accompagné d’un ou de plusieurs musiciens professionnels (Galadjo, Simon Nwambeben, Youenn Landreau, Francis Jauvain, Fabrice Arnaud-Crémon, Matéo Guyon, Alain Pierre, etc.) ou amateurs, dont certains « migrants ».
Au printemps 2021, à la suite des annulations de lectures programmées pour cause de crise sanitaire, un court métrage documentaire a été réalisé par Lê Hoàng Nguyên, à l’initiative du Théâtre Athénor de Saint-Nazaire, avec l’accompagnement musical d’Arnaud-Crémon (clarinettes) et de Matéo Guyon (vibraphone et percussions variées) et les interventions de militants.
Par ailleurs, il a établi une bibliographie (plus de sept cents ouvrages) intitulée « Quelques livres abordant la question des migrants, demandeurs d’asile, réfugiés, immigrés et autres exilés » qu’il actualise régulièrement, accessible par ce lien

## Œuvre
Principaux ouvrages :

### Poèmes
- Les Deuils du somnambule, Le Castor astral, 1979
- Dans la compagnie des anges, préface de Guy Bellay, Le dé bleu et Écrits des Forges, 1994, prix Pourquoi pas 2000
- Ce qu'il faut de patience, Le dé bleu, 1999, prix Chartres-Poésie 2000
- Pas un tombeau, suite de proses rapides pour dire un père, Le dé bleu, 2003[5], réédition L’Œil ébloui, 2014
- Datés du jour de ponte, livre d'artiste conçu et réalisé par Jeanne Frère, 2006
- Des estuaires... Bacs de Loire, bacs de Gironde, road poem, avec 59 photographies de Wilfried Guyot, La Part des anges, 2008
- Cigarette, Wigwam, 2008
- Volonté en cavale ou D’, poème-théâtre, Color Gang, 2013[6]
- Ecce homo, fiction suprême, Approches, 2013.
- Datés du jour de ponte, édition courante, préface de Jean-Pierre Verheggen, Carnets du dessert de lune, 2016
- L'Ange 3-4, in Des poètes à l'œuvre, Musées d'Angers, éditions Art3 Plessis, 2019
- Ça m’intéresse de savoir, suivi de Ça m’amuse de savoir, suites de remarques anaphoriques, Éditions L’œil ébloui, 2019.
- Je suis cet homme, fiction suprême, suite de dizains anaphoriques, avec des dessins inédits de Jean Fléaca, Éditions L’œil ébloui, 2020

### Nouvelles et petites proses
- Un taxi vers Noël, illustrations de Samuel Teller, dans Talents 44 no 10, décembre 1996
- Le Retour au marais, recueillie dans Désirs d'estuaire, Siloë et Estuarium, 1997
- Le Cyclorameur, Mai littéraire de Talcy, 1998
- Rendez-vous demain chez la coiffeuse, Maison de la Culture de Loire-Atlantique, collection " Photofiction ", 1999
- Cœur d’estuaire et autres textes écrits à Cordemais, nouvelle, poème, Paroles données, Paroles volées... (Estuarium et Ponctuation, 2000)
- Inoubliables et sans nom, introduction de Jacques Serena, L’Amourier, 2009

### Théâtre
- En attendant Kepler, pièce de théâtre recueillie dans Cabaret du futur, 21 auteurs sur la planète SF, Color Gang Édition, 2015.
- Histoire de la littérature (fin), pièce de théâtre recueillie dans Robots, clones et Compagnie, Saint-Génis-des-Fontaines, Color Gang Édition, 2017

### Conte
- Un grand morceau de ciel, illustrations d'Anne Wilsdorf, La Joie de lire, 1996
- Un ogre pour-de-vrai, conte pour tous, composition typographique et illustrations de Nadja Atti, Nantes, Musée-atelier de l’imprimerie, 2022

### Ouvrages consacrés à des créateurs, personnalités, événements et idées
- Simone Le Moigne, présentation et propos adaptés d'un peintre «naïf», Cid et Ville de Saint-Herblain, 1987
- Onyx, l'état des lieux, écrits sur une architecture de Myrto Vitart et Jean Nouvel, avec des photos de Philippe Ruault et des peintures de René Patron, Cid et Ville de Saint-Herblain, 1988
- Les Allumées Nantes Barcelona 90, avec Luc Douillard, guide d'une ville et chronique d'un événement, Face-B n° spécial, CRDC, 1991
- Les Épurés, autour des peintures de Pascal Bouchet, La Roulotte éditrice, 1995
- Bernard Thareau militant paysan, essai biographique, avec François Colson et Jean-Claude Lebossé, préface de Jacques Delors, Éditions de l'Atelier, 1997
- Ce petit tas de mots trouvés dans l'atelier avant exposition, avec dix-huit lithographies de Bernard Briantais, Galerie Fradin. et Éditions du Petit Jaunais, 1998
- Premières fois, dans Comme au théâtre... pour une école du spectateur (avec dix autres textes de témoignages de Jacques Gamblin, Serge Valletti, Philippe Aufort, Daniel Besnehard, Joël Jouanneau, Karin Serres, Philippe Avron, Patrick Conan, Jacques Livchine et Philippe Coutant, Nantes, Maison de la Culture de Loire-Atlantique et Éditions joca seria, 2005)
- Textes pour le spectacle En vol, conception de Dominique Vissuzaine, mise en scène de Jacques Templeraud, avec Dominique Vissuzaine (jeu et chant), Odile Bouvais (jeu), Guillaume Roy (musique), Thierry Salvert (images), François Poppe (lumières) ; Marmite Productions & Cie, création au Carré, scène nationale de Château-Gontier, novembre 2007, tournée nationale (Onyx – Saint-Herblain, Théâtre Jean-Bart – Saint-Nazaire, Le Grand R – La Roche-sur-Yon, Espace culturel des Coevrons – Evron, Théâtre Dunois – Paris, etc.)
- Catalogue accrédité des êtres et des choses ordinaires et extraordinaires, grimoire réalisé en un unique exemplaire par Vincent Vergone pour Micmacrocosmes, installation plastique, poétique et musicale librement inspirée d’une chambre des merveilles du Théâtre du Praxinoscope, création au Musée Mallarmé, Vulaines-sur-Seine, octobre 2007 (Abbaye de Norlac, 2008, etc.)
- Textes inédits en recueil dans le spectacle jeune public Shlic de Schlac !, conception et mise en scène de Didier Poiteaux, compagnie INTI Théâtre INTI (Bruxelles), créé le 25 octobre 2010 à l'Espace Senghor à Bruxelles avec d'autres textes de Valérie Rouzeau, Bernard Friot, Gherasim Luca et Norge. Tournée à Dieppe, Saint-Nicolas-d'Aliermont, rencontres de Huy, etc.)
- La Bibliothèque incorrecte dans Nos bibliothèques et nous, Nantes, Le Grand T joca seria, 2008 (avec Danielle Allain-Guesdon, Thierry Guidet, Jean-Claude Pinson, Yaël Pachet, Paul Louis Rossi, Daniel Biga, Alain Girard-Daudon, Cathie Barreau, Jean-Pascal Dubost et Éric Pessan).
- Manifeste du droit à être dans la lune, hors-série de la revue Dans la lune, Tinqueux, Centre de créations pour l'enfance, 2010 (avec des textes de Fabrice Bourlez, Nicolas Boulard, Pascal Commère, Katy Couprie, Paul Cox, Jacques Demarcq, Patrick Dubost, Julie Faure-Brac, Pierre Filliquet, Jean-Michel Hannecart, Anne Herbauts, Séverine Hubard, Jacques Jouet, Christian Lapie, Sabine Macher, François Matton, Fanette Mellier, Céline Minard, Jean Miniac, Jacques Moulin, Roland Roure, Valérie Rouzeau, Francisco Ruiz de Infante, James Sacré, Tomaz Salamun, Fabienne Swiatly et Christiane Veschambre).
- Dîners, postface en impromptu théâtral, dans Écrire pour le théâtre, Nantes, Le Grand T joca seria, 2010 (textes de Marion Aubert, Remi De Vos Nathalie Fillion, David Lescot, Fabrice Melquiot, Wajdi Mouawad, Pierre Notte, Christophe Pellet, Joël Pommerat, Natacha de Pontcharra, Karin Serres et Philippe Coutant).
- Les étoiles n’ont jamais écrasé personne, sur trente-et-une peintures de Nadja Atti, Nantes, Art 3-Plessis Éditions, 2020 (collection « Stoa »).
- Quand ça va un peu bien : paroles de demandeurs d’asile au temps du corona, dans Toi, moi et les autres : Récits de soi, du monde alentour, récits de l’imaginaire pour collecter des traces sensibles de la crise sanitaire Covid 19 et rêver le monde d’après, Nantes, Compagnie PaQ’la Lune, livre numérique, 2021 (autres textes de Stéphanie Aten, Léo Bossavit, Ronan Cheviller (Théâtre Amok), Sébastien Ménard, Martin Page, Éric Pessan, Coline Pierré et Sylvain Renard).
- Amu sönèya ou Paroles de demandeurs d’asile subsahariens, illustrations de Dominick Boisjeol, Tinqueux, Éditions du Centre de créations pour l’enfance - Maison de la poésie, 2021 (collection « Petit VA! »).

### Recueils et citations
- La Bouille des mots, Cactus inébranlable Éditions, 2023
- On n’a jamais fini de ranger la vaisselle : phrases, aphorismes, Éditions Pneumatiques, 2020
- Petit dictionnaire de théâtre, recueil de citations, Éditions Théâtrales, 2000
- Agenda de Nantes 1994, choix de citations et d'événements, Librairie L'Atalante et Rédactuel, 1993

### Livres d'artistes
- Ce petit tas de mots trouvés dans l’atelier avant exposition, avec dix-huit lithographies de Bernard Briantais, trente exemplaires, Galerie Fradin et Éditions du Petit Jaunais, 1998.
- Datés du jour de ponte, poèmes, mise en page, emboîtage et un monochrome de Jeanne Frère, vingt-deux exemplaires, Nantes, Atelier Jeanne Frère, 2006.
- Catalogue accrédité des êtres et des choses ordinaires et extraordinaires, grimoire réalisé en un unique exemplaire par Vincent Vergone pour Micmacrocosmes, « installation plastique, poétique et musicale librement inspirée d’une chambre des merveilles », crypte de l’Église réformée du Marais, Paris, juin 2007 ; musée Mallarmé, Vulaines-sur-Seine, octobre 2007 ; abbaye de Noirlac, 2008.
- Peurs, un inventaire modeste, poème reproduit avec une gravure sur bois de Jacky Essirard, seize exemplaires, Angers, Atelier de Villemorge, 2019.
- Pauvre liste pour un livre pauvre, poème manuscrit par l’auteur, avec des peintures de Lou Raoul, six exemplaires, Compagnie des productions du Pentamino, 2019 (collection « ko:ra »).
- Noiror, poème manuscrit par l’auteur, avec des peintures de Maria Desmée, dix exemplaires, édité par Maria Desmée, 2020.